# Adriana Nikolowa
Adriana Nikolowa (bulgarisch Адриана Костадинова Николова, Schreibweise beim Weltschachbund FIDE Adriana Nikolova; * 9. November 1988 in Stara Sagora) ist eine bulgarische Schachspielerin.

## Leben
Nikolowa war Siegerin bei der Offenen bulgarischen Frauenmeisterschaft 2006 in Wraza. Bei der Offenen bulgarischen Frauenmeisterschaft 2008, erneut in Wraza, wurde sie Vierte. Seit November 2008 trägt sie den Titel Internationale Meisterin der Frauen (WIM), die erforderlichen Normen hatte sie bei den bulgarischen Frauenmeisterschaften 2007 und 2008 sowie bei der Fraueneuropameisterschaft 2008 in Plowdiw erfüllt. Eine Norm zum Erhalt des Titels Internationaler Meister (IM) erzielte sie im September 2009 beim Magistrale-Turnier im italienischen Amantea. Seit Juni 2011 ist sie Großmeisterin der Frauen (WGM), die Normen erfüllte sie bei zwei Openturnieren 2009 in Cutro und Amantea sowie bei einem Einladungsturnier, das über den Jahreswechsel 2010/2011 in Augsburg ausgetragen wurde. 2011 gewann Nikolowa die bulgarische Frauenmeisterschaft in Bankja. Nikolowa war bis zu dessen Tod im Dezember 2023 mit dem Internationalen Meister Wesselin Pantew verheiratet.

## Nationalmannschaft
Nikolowa nahm mit der bulgarischen Frauenmannschaft an den Schacholympiaden 2010, 2012, 2014 und 2016 sowie den Mannschaftseuropameisterschaften 2009 und 2011 teil.

## Vereine
In Bulgarien spielte Adriana Nikolowa für die Mannschaft von Lokomotiv 2000 Plowdiw, mit der sie 2010 am European Club Cup der Frauen teilnahm.
In Deutschland spielte sie bei den Schachfreunden von 1891 Friedberg. In der Saison 2010/11 spielte sie in der 2. Frauenbundesliga Mitte, nach dem Aufstieg spielte sie in den Saisons 2011/12 und 2012/13 sowie nach einer einjährigen Pause erneut in den Saisons 2014/15 und 2015/16 in der 1. Frauenbundesliga.